# Juegos Olímpicos de Alpes Franceses 2030
Los Juegos Olímpicos de Invierno del 2030, oficialmente conocidos como los XXVI Juegos Olímpicos de Invierno, será un próximo evento multideportivo internacional que se llevará a cabo entre el 1 y el 17 de febrero de 2030 en los Alpes franceses. La ciudad anfitriona fue elegida en la 142.ª Sesión del COI en París el 23 de julio de 2024, en vísperas de los Juegos Olímpicos de Verano de 2024.

## Proceso de Licitación
El nuevo proceso de licitación del COI se aprobó en la 134.ª sesión del COI el 24 de junio de 2019 en Lausana, Suiza. Las propuestas clave, impulsadas por las recomendaciones pertinentes de la Agenda Olímpica 2020, son:
- Establecer un diálogo continuo y permanente para explorar y crear interés entre las ciudades/regiones/países y los Comités Olímpicos Nacionales para cualquier evento olímpico.
- Crear dos Comisiones de Futuros Anfitriones (Juegos de Verano e Invierno) para supervisar el interés en futuros eventos olímpicos e informar a la junta ejecutiva del COI
- Dar más influencia a la sesión del COI haciendo que miembros no ejecutivos de la junta formen parte de las futuras comisiones anfitrionas.
- El COI también modificó la Carta Olímpica para aumentar su flexibilidad eliminando la fecha de elección de 7 años antes de los juegos y cambiando el anfitrión de una sola ciudad/región/país a varias ciudades, regiones o países.

### Comisiones de sedes candidatas futuras
La composición completa de las Comisiones de sedes candidatas de los Juegos Olímpicos de Invierno, que supervisan las sedes anfitrionas interesados o con anfitriones potenciales en los que el COI puede querer centrarse, es la siguiente:
| Miembros COI (4)                                                           | Otros miembros (4) |
| -------------------------------------------------------------------------- | --- |
| - Octavian Morariu (jefe) - Gunilla Lindberg - Karl Stoss - Samira Asghari | - Zhang Hong (Comisión de Atletas) - Ivo Ferriani (Asociación de Federaciones Internacionales Olímpicas de Deportes de Invierno) - Neven Ilic (NOCs) - Rita van Driel (miembro del IPC) |

### Etapas de Diálogo
De acuerdo con las reglas de conducta de la Comisión de sedes candidatas futuras de los Juegos Olímpicos de 2030, el nuevo sistema de licitación del COI se divide en 2 etapas de diálogo:
- Diálogo continuo: Discusiones sin compromiso entre el COI y las partes interesadas (Ciudad/Región/País/CON interesado en albergar) con respecto a albergar futuros eventos olímpicos.
- Diálogo dirigido: Discusiones dirigidas con una o más partes interesadas (llamado(s) anfitrión(es) preferido(s)), según las instrucciones de la Junta Ejecutiva del COI. Esto sigue una recomendación de la Comisión del Futuro Anfitrión como resultado de un diálogo continuo.

## Partes de licitación
Octavian Morariu, presidente de la  Comisión de sedes candidatas futuras de los Juegos Olímpicos del 2030, reveló las tres primeras partes potenciales que presentaron ofertas durante la 135.ª sesión del COI en el Centro de Convenciones SwissTech en Lausana, Suiza. Mencionó que Salt Lake City de los Estados Unidos y Sapporo de Japón han realizado estudios de factibilidad. Vancouver, Canadá, presentó una oferta preliminar en febrero de 2021. y la candidatura conjunta de Cataluña-Aragón, en España, que finalmente fue cancelada por diferencias entre sus miembros.

## Candidaturas en firme
El 29 de noviembre de 2023 el COI confirmó que la única candidatura que analizará y por tanto sería la opción a confirmar sería la candidatura francesa, de los Alpes franceses, es decir, que de no presentarse ningún contratiempo, en julio de 2024, previo a la inauguración de los Juegos Olímpicos de Verano en París, el COI anunciará a las regiones francesas de Auvernia-Ródano-Alpes y Provenza-Alpes-Costa Azul como la sede regional en conjunto de dichos juegos, un hecho inédito en la elección y organización de las sedes olímpicas. La candidatura francesa habría sido preferente dado el compromiso de las autoridades francesas en todos los niveles de gobierno y el amplio respaldo popular entre los franceses, pero principalmente debido a que la infraestructura para los juegos ya existe, puesto que en 2030 se usarían las instalaciones de los juegos olímpicos de Chamonix 1924, Grenoble 1968 y Albertville 1992. Además de los sitios antes mencionados, se espera que existan eventos en Alta Saboya, Saboya y Briançon , que utilizarán algunas de las estaciones de invierno más conocidas como Courchevel, Méribel, Val d’Isère, Le Grand Bornand, La Clusaz, Serre-Chevalier y Montgenèvre; así como se espera que Niza albergue las pruebas de hockey sobre hielo y patinaje artístico en hielo. De ser confirmada esta candidatura sería la cuarta vez que Francia acoja unos Juegos Olímpicos de Invierno, y la séptima que acoja a unos juegos olímpicos, considerando que para esa fecha París habrá acogido a tres Juegos Olímpicos de Verano.
El 29 de noviembre de 2023 el COI además de confirmar la candidatura francesa como la opción predilecta para los juegos de invierno de 2030, confirma además que Salt Lake City, Estados Unidos sería la candidatura elegida para los Juegos Olímpicos de Invierno de 2034, y que darían espacio a Suiza para madurar y afinar su propuesta para albergar las olimpiadas invernales de 2038.